# Mechinagar
Mechinagar (népalais : मेचीनगर) est une ville du Népal située dans le district de Jhapa, dans la zone de Mechi. Au recensement de 2011, la ville comptait 57 545 habitants.